# Alissa Wilms
Alissa Helena Wilms (* 19. Januar 1995 in Berlin) ist eine deutsche Schauspielerin.

## Leben
Alissa Wilms wuchs in Berlin als drittes von vier Kindern auf und besuchte die bilinguale Berlin International School. In ihrer Freizeit tanzt sie Ballett und Flamenco. Musikalisch versucht sie sich an Geige und Klavier. Ihre jüngere Schwester Aradia Wilms ist auch Schauspielerin.
Seit 2005 nahm Alissa Wilms Schauspielunterricht, u. a. auch Workshops mit Teresa Harder, Ines Bartholomae u. a. Alissa Wilms hat seit ihrem neunten Lebensjahr Reitunterricht und ein eigenes Dressurpferd, das auch in der Produktion Von Mädchen und Pferden zu sehen ist.
Seit 2012 studiert Alissa Wilms Physik an der Technischen Universität Berlin. Alissa Wilms ist journalistisch tätig und Mitglied im Deutschen Medienverband.

## Karriere
Alissa Wilms spielte unter der Regie von Stephen Daldry in der Verfilmung des Bestsellers Der Vorleser von Bernhard Schlink an der Seite von Kate Winslet, Ralph Fiennes und Bruno Ganz. Ihre Rolle war die der „Emily Berg“, die Schwester des Vorlesers. 
Unter der Regie von Jessica Krummacher spielte sie 2009, u. a. mit Natja Brunckhorst, in dem Film Totem. 2013 wurde in Schleswig-Holstein unter der Regie von Monika Treut Von Mädchen und Pferden gedreht. Der Film lief auf den Filmfestspielen in Vancouver, Los Angeles, Hamburg, Turin u.v.m.
Zu Weihnachten 2014 war Wilms in der ZDF-Verfilmung des Grimmschen Märchens Sechse kommen durch die ganze Welt in der Regie von Uwe Janson zu sehen.

## Filmografie
- 2008: Der Vorleser (The Reader) Regie: Stephen Daldry
- 2009: Sechzehn was sonst (Kurzfilm)
- 2009: Totem, Regie: Jessica Krummacher
- 2012: Gingerhead, Regie: Yoya Thome
- 2012: Isabel im Winter
- 2012: Wohin man noch will (Kurzfilm)
- 2012: Notruf Hafenkante – High Heels, Regie: Jörg Schneider
- 2013: Schwestern, Regie: Anne Wild
- 2013: Amour Fou, Regie: Jessica Hausner
- 2014: Von Mädchen und Pferden, Regie: Monika Treut
- 2014: Sechse kommen durch die ganze Welt (Fernsehfilm)
- 2016: Bibi & Tina: Mädchen gegen Jungs, Regie: Detlev Buck
- 2018: Wo kein Schatten fällt (Fernsehfilm)